# Gouvelândia
Gouvelândia är en kommun i Brasilien.   Den ligger i delstaten Goiás, i den sydöstra delen av landet, 400 km sydväst om huvudstaden Brasília. Antalet invånare är 4 948.
Omgivningarna runt Gouvelândia är en mosaik av jordbruksmark och naturlig växtlighet. Runt Gouvelândia är det mycket glesbefolkat, med 5 invånare per kvadratkilometer.